# 黄红 (1904年)
黃紅（1904年—1941年9月），字心素，湖南省邵陽縣雙泉鋪觀音閣人。他為抗日戰爭期間陣亡的中國軍方高級將領之一。

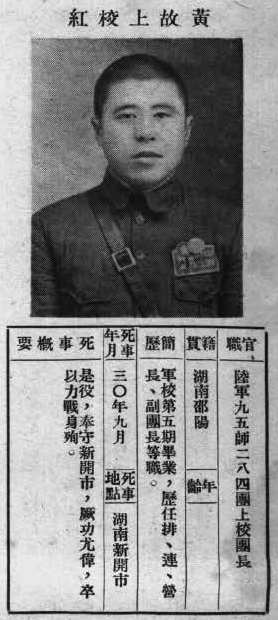
《抗戰軍人忠烈錄》（第一輯）中的黃紅烈士遺像

## 生平
畢業於黄埔軍校第五期，任陸軍95師284團團長，在湖南新開市烏龜山守衛中英勇成仁。